# Josamicina
Josamicina é um fármaco utilizado pela medicina como antibiótico. É indicado nas infecções que causam, amigdalite, faringite, foliculite, impetigo, pneumonia, broncopneumonia e otite.Pertence ao grupo dos macrolídeos, assim como a eritromicina, azitromicina e claritromicina.

## Mecanismo de ação
Atua na síntese protéica bacteriana.